# Dendrobium viridiflorum
Dendrobium viridiflorum är en orkidéart som beskrevs av Frederick Manson Bailey. Dendrobium viridiflorum ingår i släktet Dendrobium, och familjen orkidéer. Inga underarter finns listade i Catalogue of Life.